# Historische Altstadt (Görlitz)
Die historische Altstadt ist ein Ortsteil von Görlitz und Anziehungspunkt für Touristen. Neben vielen denkmalgeschützten Gebäuden ranken sich allerhand Sagen um die Görlitzer Altstadt.

## Geschichte

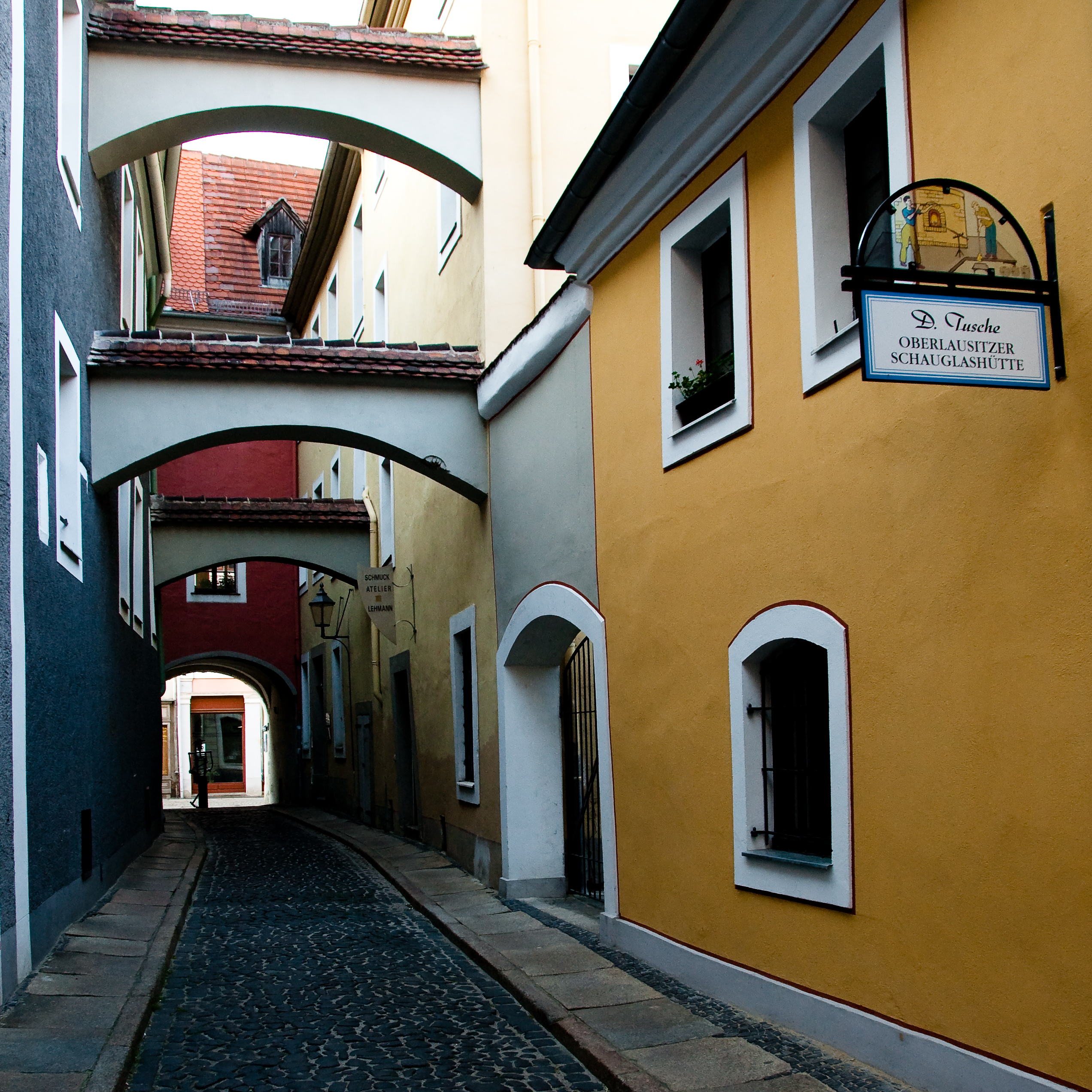
Schwarze Gasse in der Görlitzer Altstadt

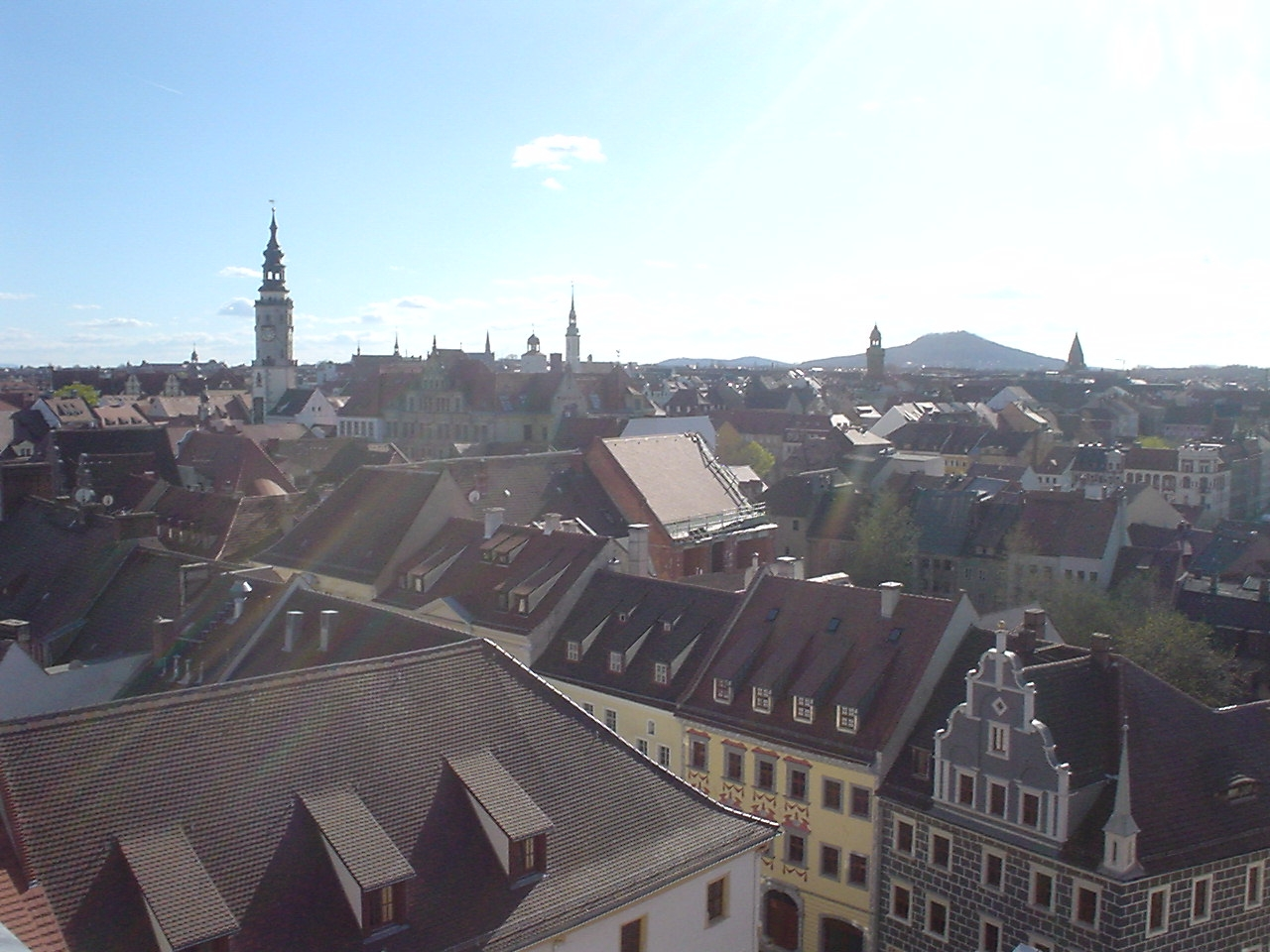
Die Görlitzer Altstadt

Nachdem das Siedlungsgebiet der Stadt sich ausweitete, entstanden Mitte des 13. Jahrhunderts Anfänge der heutigen Altstadt. Neben einer Befestigungsanlage, bestehend aus über 20 Wachtürmen, einem Zwinger sowie einer Stadtmauer, entstand auch das Görlitzer Rathaus als Sitz der Verwaltung sowie der Unter- und Obermarkt als Handelsplätze. Ende des 15. Jahrhunderts kam der Kaisertrutz zur Görlitzer Wallanlage hinzu. Im Mittelalter fiel die Stadt mehreren Bränden zum Opfer. Dabei wurden viele Bauten unwiederbringlich zerstört. Auch Teile der Peterskirche mussten erneuert werden.
Görlitz wuchs zu einer reichen Handelsstadt heran. Dies wurde durch die günstige Lage an zwei der wichtigsten Handelsstraßen Europas begünstigt, der Via Regia und der Neiße-Talrand-Straße. Architektonisch ist die Altstadt Schauplatz vieler Stilbegegnungen. Renaissance, Barock und Gotik sind im Stadtbild wiederzufinden. Diese Vielzahl an Bauwerken und Stilen verdankt Görlitz dem Umstand, dass es im Zweiten Weltkrieg fast unbeschädigt blieb. Während des Sozialismus zerfiel die Bausubstanz immer mehr. Die Wende brachte Investoren und damit Gelder in die Stadt. Der damalige Oberbürgermeister Wiesbadens, Achim Exner, wurde auf Grund seiner Förderung zum Erhalt der Altstadt zum Ehrenbürger von Görlitz ernannt.

## Festlichkeiten
Görlitzer Altstadtfest
Die beliebteste und auch bestbesuchte Veranstaltung der Stadt ist das alljährliche Altstadtfest. Es hat ein mittelalterliches Flair, das sich am letzten Augustwochenende jeden Jahres, von Freitag bis Sonntag, über die Görlitzer Altstadt legt. Gaukler, Musikanten und allerhand gastronomische Spezialitäten aus dem Mittelalter (und der Gegenwart) ziehen die Menschen aus ganz Deutschland an.
Zum Abschluss des Festes findet auf dem Obermarkt ein Feuerwerk statt.
In der Vergangenheit gab es Diskussionen, das Fest ausfallen zu lassen, da Gelder knapp waren. Stattdessen wurde ein freiwilliger Wegzoll eingeführt, aus dem das Spektakel zum Teil finanziert wird.
ViaThea
Sinngemäß heißt es Straßentheater. Bei diesem Fest verwandelt sich die gesamte Altstadt für ein Wochenende in eine Bühne für Künstler aus der ganzen Welt.

## Sehenswürdigkeiten

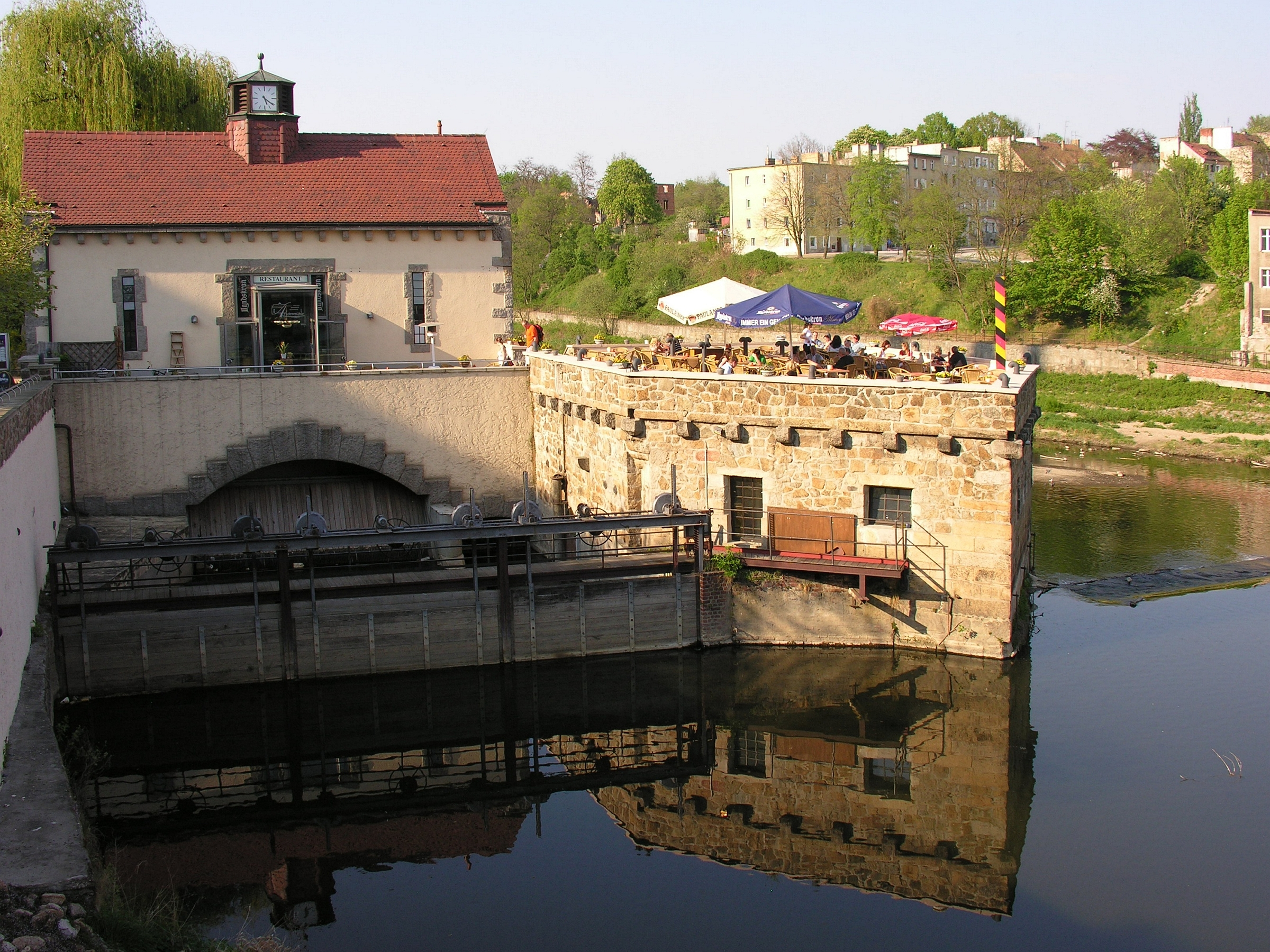
Das Neiße-Wehr mit Vierradenmühle

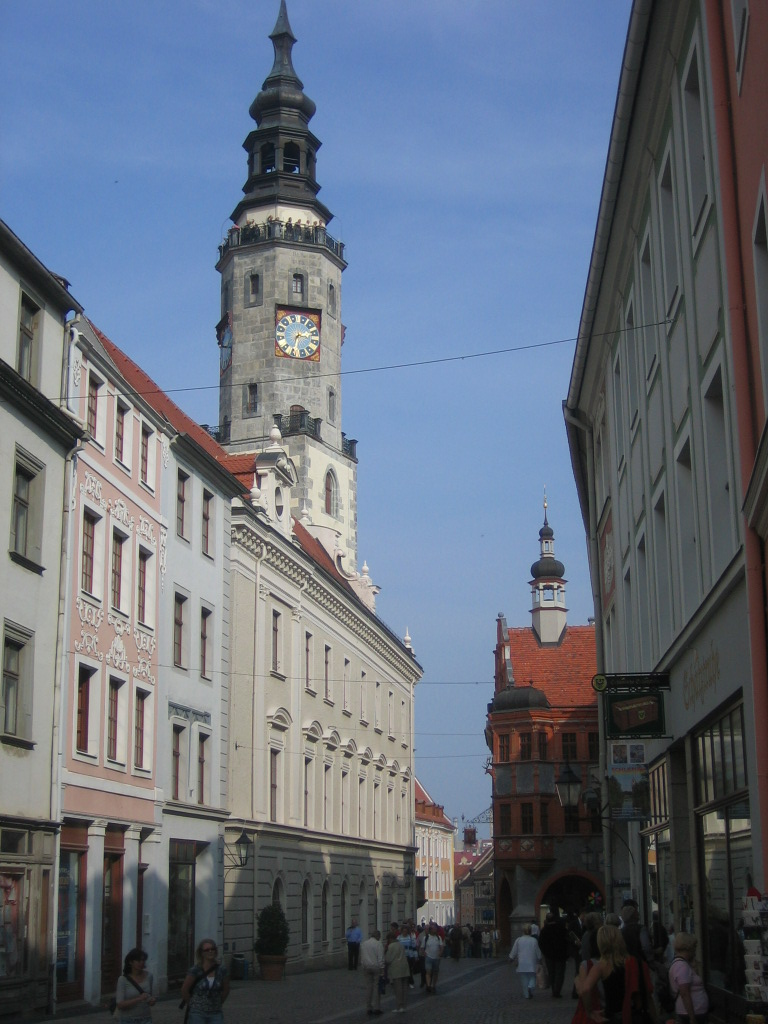
Die Brüderstraße mit Blick auf den Schönhof

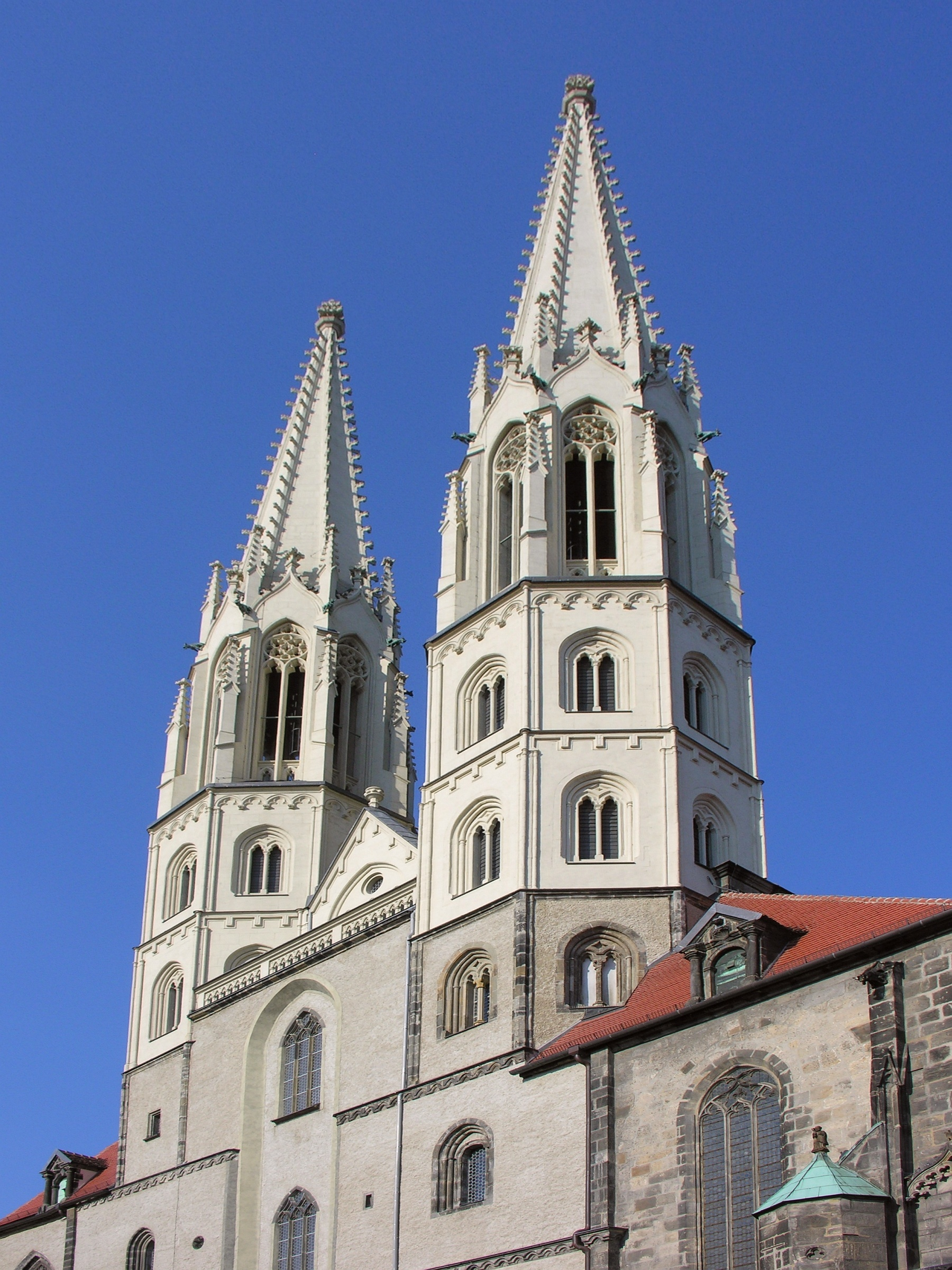
Kirchtürme der Stadtkirche St. Peter und Paul

Altstadtbrücke
Die am 20. Oktober 2004 neueröffnete Altstadtbrücke dient als Grenzübergang für Fußgänger zwischen dem deutschen und polnischen Teil der Stadt.
Drei- und Vierradenmühle
Die Dreiradenmühle befindet sich auf der polnischen Seite der Stadt und ist heute, genau wie die Vierradenmühle auf der deutschen Seite, ein Restaurant direkt an der Neiße neben der Altstadtbrücke. Die Vierradenmühle bietet zudem die Möglichkeit, auf einer Terrasse inmitten der Neiße zu speisen.
Das Rathaus
Das historische Rathaus ist heute noch Sitz des Standesamtes und gilt als Blickfang und Touristenattraktion. Im Inneren des Gebäudes befindet sich ein alter Paternosteraufzug.
Schönhof
Der am Untermarkt gelegene Schönhof ist das älteste Renaissance-Bauwerk in Görlitz. Es wurde 1525 vom Ratsbaumeister Wendel Roskopf dem Älteren erbaut.
Die Stadttürme
Der Nikolaiturm, der Dicke Turm sowie der Reichenbacher Turm gaben der Stadt den Beinamen „Stadt der Türme“. Alle drei sind ehemalige Wachposten der historischen Stadtmauer und dienten den Turmwächtern nicht nur als Ausschaupunkt, sondern auch als Wohnort. Während der Tourismussaison können die Türme unter fachkundiger Führung besichtigt werden.
St. Peter- und Paulskirche
Umgangssprachlich wird sie Peterskirche genannt. Die zwei Türme sind prägnant für die Silhouette der Stadt. Sie gilt neben der Landeskrone und den alten Stadtmauertürmen als Wahrzeichen der Stadt. Eine Legende besagt, dass beim Montieren der Kugel auf einer der Turmspitzen ein junger Arbeiter verunglückte. Der Arbeiter rutschte bei seiner Arbeit ab und konnte sich noch am Turm festhalten. Trotz aller Bemühungen, den Mann vor dem Absturz zu bewahren, schlug dieser auf das umliegende Kopfsteinpflaster auf. Die Stelle des Absturzes wurde mit einem besonderen Pflasterstein gekennzeichnet. Allerdings ist dieser Vorfall nicht bewiesen.
Waid- und Renthaus
Das älteste nichtkirchliche Gebäude der Stadt, der damalige Aufbewahrungsort und Stapelplatz für die Tuchfärbepflanze Waid aus dem 15. Jahrhundert, ist heute Fortbildungszentrum für Handwerk und Denkmalpflege e. V. Es steht direkt neben der Peterskirche.
Die Annenkapelle
Die Familienchronik des Kaufmanns Hans Frenzel berichtet über ein Gelübde, das der „Reiche“ Frenzel geleistet habe. Er wollte der heiligen Anna eine Kapelle errichten, da ihre Fürbitte ihm einen Erben beschert habe. Nach der Geburt des Sohnes Johannes hatte der reiche Kaufherr diese Kapelle gegen die Bedenken des Rates für 8500 Gulden in den Jahren 1508–1512 vom Stadtbaumeister Albrecht Stieglitzer anstelle des abgebrochenen Herzogschlosses errichten lassen. Schon 1505 hatte Frenzel dem Rat seine Absicht kundgetan. Erst 1508 mit der rechtlichen Klärung der damit verbundenen Erdarbeiten konnte begonnen werden. Kapellen und Kirchen zu errichten und mit Priesterstellen zu besetzen, die ja dazugehörten, stand einem gewöhnlichen Stadtbürger nicht zu. Es war die Sache des Territorialherren in Übereinstimmung mit dem Bischof. Selbst die Fugger hatten sich nur einen Kapellenanbau bei St. Ulrich und Afra in Augsburg gestatten dürfen. Was da in Görlitz geschah, war schon eine hochmütige Seltenheit. Pfingsten 1512 fand dann die Weihe statt. An der Annenkapelle amtierten fortan sieben Priester.
Als 1987 das Innere einer gründlichen Erneuerung unterzogen wurde, kamen im Chorpolygon die Fundamente von drei Altären zum Vorschein. In ihrer Funktion als einer Art Herrschaftskapelle besaß die Annenkapelle ursprünglich eine Empore mit einer Maßwerkbrüstung, deren Rest seit dem Jahre 1900 den Altan über dem damals neu angelegten Treppenhaus der Südseite ziert. Der unterhalb der ehemaligen Empore gelegene Raum ist seitdem als Turnhalle der benachbarten Schule durch eine darüberliegende Schulaula abgetrennt. Die Aula besitzt dazu aber noch die alten Maßwerkfenster zwischen den einwärts gestellten Wandpfeilern und das ursprüngliche Netzrippengewölbe im traditionellen Prager Schema. Nach der Reformation verödete die Annenkapelle. 1620 wurde sie vorübergehend als reformierte Kirche der Besatzung es aus Böhmen vertriebenen „Winterkönigs“ Friedrich V. von der Pfalz benutzt. Seit 1642 wurde sie dann als Tagungsort des „Kleinen Priesterkollegiums“ und ab 1730 Kirchenraum des „Armen-, Zucht- und Waisenhauses“, das bis 1900 anstelle des anschließenden Schulgebäudes stand. Ab 1845 diente die Annenkapelle interimistisch als Gotteshaus der katholischen Gemeinde. 1903 wurde das Waisenhaus abgebrochen, und die Annenkapelle diente dann fortan als Turnhalle und Aula der Mädchen-Mittelschule. Seit der Renovierung der Aula 1992 dient sie auch als Ausstellungsraum und dem ebenfalls 1992 wiederbelebten Oberlausitzer Kunstverein sowie Konzerten.

## Sagen
Der dreibeinige Hund
Diese Sage erzählt die Geschichte eines dreibeinigen Hundes, welcher jedes Jahr zur Weihnachtsnacht seinen Weg durch die Altstadt in den Görlitzer Zwinger sucht. Der Hund darf dabei nicht gestört werden, da einem sonst schreckliche Dinge widerfahren können, wie es der Sage nach einst eine junge Stadtwache erfahren musste, die dem Hund den Zugang zum Zwinger verwehren wollte.
Der kopflose Reiter
Eine eher unbekanntere Sage. Eine Gedenktafel auf der Peterstraße erzählt davon, wie ein kopfloser Kutscher mit seinem Leichenwagen durch die Görlitzer Altstadt spukte.
Der Klötzelmönch
Die traurige Geschichte eines kleinen Mädchens, das von einem grausamen Mönch geschändet und ermordet wurde. Diese Sage basiert auf einem Verbrechen, welches so stattgefunden haben soll. Ein Mönch, unfähig, sein Zölibat zu halten, verging sich an einem kleinen Mädchen. Aus Angst, seine Tat könne entdeckt werden, ermordete er das Kind und legte die Leiche unter einer Grabplatte der Kirche zur Ruhe. Ein Wanderschaftsbursche, der zufällig in der Kirche war, wurde unabsichtlich zum Mitwisser und half, das Verbrechen aufzuklären. An der ehemaligen Löwen-Apotheke, die 1945 vor Kriegsende niederbrannte, waren zwei Steinplastiken in der Fleischergasse angebracht. Die eine zeigte die Mutter des Kindes, die sehnsüchtig in Richtung Kirche blickte. Ihr gegenüber war der Kopf eines unansehnlichen Mannes angebracht, bei dem es sich wahrscheinlich um eine Darstellung des besagten Mönches handelte.
Die Linde auf dem Kirchhof
Die Görlitzer Rechtsprechung galt als vorschnell und ungeduldig, wenn es darum ging, Todesstrafen zu verhängen. So musste es auch ein Knecht eines Raubritters erfahren. Dieser bestritt, sogar unter Folter, an der Wegelagerei seines Herren beteiligt gewesen zu sein. Der Rat verurteilte ihn dennoch zum Tode. Auf dem Weg zur Hinrichtung wurde dem Verurteilten gewährt, das Grab seiner Eltern zu besuchen. Er riss eine kleine Linde heraus, die auf dem Grab wuchs, und pflanzte sie kopfüber wieder ein. Er sprach zu seinen überraschten Henkern, dass es der Beweis seiner Unschuld sei, wenn diese Zweige Halt fänden und die Wurzeln erblühten. In den folgenden Jahren wuchs und gedieh der Baum. Der Jüngling galt seitdem als begnadigt.
Eine weitere Legende dazu erzählt vom Theologen und Pfarrer Martin Moller, Primarius an der Peterskirche. Ihm wurde im 16. Jahrhundert unterstellt, er würde die Lehre des Crypto-Calvinismus verbreiten und nicht das Wort Gottes sprechen. Hier erzählt die Sage davon, dass er einen Baum auf sein Grab pflanzen ließ, ebenfalls mit den Zweigen in der Erde. Wenn dieser Baum wachse, so sollte dies der Beweis sein, dass er das Wort Gottes lehrte.
Der Nachtschmied
Die wohl bekannteste Görlitzer Sage erzählt von einem fleißigen Schmied und dessen neuen Gesellen. Der einst so fleißige Schmied begann, faul zu werden und schob seine Arbeiten auf den Gesellen ab. Eines Tages, als der Geselle nicht in der Schmiede war, tauchte ein Reiter auf und beauftragte den Schmied mit der Herstellung eines Tores. Der Schmied schob auch diese Arbeit seinem Gesellen zu. Während dieser am Tor arbeitete, betrank sich der Meister in seinem Stammlokal. Am Tag vor der Fertigstellung war der Geselle verschwunden und das Schmiedestück wie verhext – es ließ sich nicht fertigstellen. Ein Ring am Tor zersprang jedes Mal nach dem letzten Hammerschlag. Der Schmied arbeitete die ganze Nacht, doch vergebens. Noch in dieser Nacht verschwand der Schmied für immer und mit ihm das besagte Tor. Es soll sich bei dem Gesellen sowie dem Reiter um Luzifer persönlich gehandelt haben. Im gleichnamigen Lokal soll man den Schmied heute noch klopfen hören.
Beim Schmiedestück soll es sich um das ehemalige Friedhofstor des Nikolaifriedhofs handeln, welches heute die hintere Toreinfahrt im Hofe des Museums im Barockhaus Neißstraße 30 verschließt. Die Ringe sind allerdings vollzählig.
Blutiges Wasser
Ursprünglich befand sich an der Stelle des Kaisertrutzes und den ihn umgebenden Häusern ein sumpfiges, von Gräben durchzogenes Gelände. In dessen Mitte lag ein schlammiger Teich, in dem die Frösche quakten. Das war denn auch die schwächste Stelle der Görlitzer Stadtbefestigung, weshalb die Stadtväter nach der neuen Verteidigungsordnung von 1490 beschlossen, hier eine gewaltige Bastion zu errichten, eben den Kaisertrutz. Als die Schweden im Dreißigjährigen Krieg die Stadt besetzt hielten, „trotzten“ sie mit Erfolg den umlagernden kaiserlichen und kursächsischen Truppen. Anno 1630, am 26. November, so berichtet die Chronik, habe man aber zu Görlitz am Graben vor dem Reichenbacher Tore auf dem Eise große rote Flecken gesehen. Da sei der Bürgermeister mit vielen hundert Menschen hinausgegangen, der Torhüter sei ins Wasser gegangen und habe einzelne Stück Eis heraufgebracht, die aber in helles klares Wasser zerschmolzen seien. Ebenso habe man 1631, am 4. Januar, wiederum in demselben Wassergraben einen förmlichen Blutquell entdeckt, wovor sich viele tausend Menschen entsetzt hätten. Noch in demselben Jahr am 31. Oktober wurde die Stadt von den Kaiserlichen besetzt.
Anmerkung: Früher wurde farbiger Schnee, z. B. Blutschnee wie hier in Görlitz, abergläubisch gedeutet. Diese Erscheinung wurde als Vorbote kommender Nöte angesehen. Der Franzose Dr. Saussure, der als einer der ersten Naturforscher im Jahre 1778 roten Schnee am Großen St. Bernhard beobachtet hatte, vermutete, dass die rote Färbung durch roten Staub verursacht würde. Heutige Biologen wissen, dass „Blutschnee“ eine in den Alpen häufige Erscheinung ist. Sie wird durch Abermillionen einzelliger Algen erzeugt, die binnen weniger Tage Flecke von Zimmergröße auf dem Schnee rot bedecken und sich von organischen Stoffen windzugewehten Staubes ernähren.
Der alte „Reichenbacher“ wackelt
Wie es zu den Sagen um einige Bauwerke und Straßen der Stadt Görlitz und ihrer Umgebung gekommen ist, soll das folgende Ereignis verdeutlichen. Es geschah im Juni 1950, als ein Lehrling der Silberwarenwerkstatt Jahnsmüller & Schroda den Turm erstieg und der ihn begleitende Türmer ihn darauf aufmerksam machte, dass der Turm vom Zahn der Zeit eingeholt worden sei. Immerhin wies das Bauwerk, das schon 1375 Erwähnung fand, einige Risse auf, so dass es wohl bald auf den Obermarkt (1950 Leninplatz) sich legen würde und das Reichenbacher Tor damit den Zugang zur Altstadt sperren würde. Und eines Tages dann stürzte auch aus 20 Meter Höhe ein schweres Stück des Konsolsteines auf die Straße. Bei genauer Untersuchung stellte sich dann heraus, dass noch mehr solcher Steine sich anschickten, in die Tiefe zu stürzen. So wurden die Straßen dann zur Hälfte gesperrt, die Straßenbahn durfte den Obermarkt nicht mehr durchfahren. Die Ratsherren mussten nun zu Fuß ins Rathaus am Untermarkt laufen. Ein ständiger Schutzmann wachte darüber, dass die schweren Lastkraftwagenzüge in angemessener Geschwindigkeit um den Turm herumfuhren. Herr Dr. Ing. Mann, Professor für Baustatik an der Technischen Hochschule Breslau sowie Professor Dr. Ing. Rüth von der Technischen Hochschule Dresden wurden zu Rate gezogen. So kam es, dass der Reichenbacher Turm mit einer schweren Ankerlage aus 50 Millimeter starkem Rundstahl mit Spannschlössern in 6 und 15 Meter Höhe versehen wurde. Der Türmer bezeichnet das bei seinen Führungen auf den Turm als „Korsett“. Die Schandflecke an der Außenwand, durch die Spannschlösser verursacht, wurden mit den Wappen der Städte verdeckt, die einst dem Sechsstädtebund angehörten. Doch das allein genügte nicht, der 50 Meter hohe Turm war nur mit  1 bis 1,20 Meter tiefgehenden Grundmauern versehen, diese Turmfundamente mussten unbedingt verbreitert werden, brauchten also eine Stahlbetonumschnürung. Der ganze 50 Meter hohe Turm musste auf einen Stahlbetonkranz gestellt werden. Sämtliche Wasserrohre in der Nähe des Reichenbacher Turmes mussten entfernt oder umgelegt werden, ohne das Bauwerk dabei zu beschädigen. Dazu mussten alle Risse im Mauerwerk mit flüssigem Zementbrei nach besonderen Patent mit Pressluftapparatur bei hohem Druck ausgespritzt werden. Als der Lehrling von diesem Baugeschehen durch den Türmer erfuhr, fragte er mit gutem Recht, wie denn die Bauhandwerker unter dem mächtigen Turm die Stahlbetonplatte wohl anbringen konnten. Der Türmer antwortete ihm doch mit einem Schmunzeln: „Nun das war sehr einfach! Da haben wir halt den Berggeist angerufen, der gerade um die Landeskrone rumorte.“ Der habe den Turm freiweg ein Stück in die Höhe gehoben und so lange festgehalten, bis die Maurer in aller Ruhe und Sorgfalt ihre Arbeit verrichtet hätten. Dann habe er den Turm wieder behutsam auf seine Unterlage gesetzt. Dieser Scherz wird wohl in 100 Jahren aus gefälliger Spielerei in eine Wiedergeburt einer Sage einmünden. Ähnlich mögen manche Görlitzer Sagen entstanden sein. Sicherlich liegt ihnen daher eine wahre Begebenheit zugrunde.